# مارك ليندكويست (نحات)
مارك ليندكويست (بالإنجليزية: Mark Lindquist)‏ هو نقاش خشب ‏ أمريكي، ولد في 1949 في أوكلاند في الولايات المتحدة.